# Wadowice Osiedle Podhalanin
Wadowice Osiedle Podhalanin – przystanek kolejowy w Wadowicach, w województwie małopolskim, w Polsce. Znajduje się na wysokości 270 m n.p.m. Na przystanku zatrzymują się pociągi osobowe jadące w kierunku Krakowa i Bielska-Białej.
Budowa była realizowana w ramach projektu „Rewitalizacja linii kolejowej nr 117 odcinek Kalwaria Zebrzydowska Lanckorona – Wadowice – granica województwa” (Etap I). Uruchomienie nastąpiło 1 lutego 2021 roku.
W bezpośrednim sąsiedztwie przystanku znajduje się obelisk upamiętniający katastrofę kolejową z 11 stycznia 1961 roku, który został odsłonięty we wrześniu 2021 roku.

## Ruch pasażerski
| Rok  | Wymiana pasażerska na dobę |
| ---- | -------------------------- |
| 2017 | –                          |
| 2022 | 20-49                      |